# Ричард Карп
Ричард Манинг Карп (енгл. Richard Manning Karp; Бостон, 3. јануар 1935) је амерички научник, познат по својим истраживањима у области теорије алгоритама, и добитник Тјурингове награде.